# Shannan McCarthy
Ne pas confondre avec : Brenda Schultz-McCarthy
Shannan McCarthy (née le 19 mai 1970) est une joueuse de tennis américaine, professionnelle du milieu des années 1980 à 1997.
Elle a atteint le 153e rang mondial en simple le 2 novembre 1992 et le 60e en double le 26 juillet 1993.
Pendant sa carrière, elle n'a remporté aucun tournoi WTA, s'imposant néanmoins à 12 reprises (dont 10 en double) sur le circuit ITF.

## Palmarès

### Titre en double dames
Aucun

### Finales en double dames
| No | Date       | Nom et lieu du tournoi                   | Catégorie | Dotation  | Surface    | Vainqueures                      | Partenaire      | Score         |          |
| -- | ---------- | ---------------------------------------- | --------- | --------- | ---------- | -------------------------------- | --------------- | ------------- | -------- |
| 1  | 19-08-1991 | OTB International Open Schenectady       | Tier V    | 100 000 $ | Dur (ext.) | Rachel McQuillan Claudia Porwik  | Nicole Arendt   | 6-2, 6-4      | Parcours |
| 2  | 24-08-1992 | OTB International Open Schenectady       | Tier V    | 100 000 $ | Dur (ext.) | Alexia Dechaume Florencia Labat  | Ginger Helgeson | 6-3, 1-6, 6-2 | Parcours |
| 3  | 04-01-1993 | Danone Hard Court Championships Brisbane | Tier III  | 150 000 $ | Dur (ext.) | Conchita Martínez Larisa Neiland | Kimberly Po     | 6-2, 6-2      | Parcours |

## Parcours en Grand Chelem

### En simple dames
| Année | Open d'Australie | Open d'Australie | Internationaux de France | Internationaux de France | Wimbledon | Wimbledon | US Open         | US Open     |
| 1992  | -                | -                | -                        | -                        | -         | -         | 1er tour (1/64) | Sabine Hack |

À droite du résultat, l’ultime adversaire.

### En double dames
| Année | Open d'Australie            | Open d'Australie         | Internationaux de France   | Internationaux de France | Wimbledon                     | Wimbledon                  | US Open                      | US Open                   |
| ----- | --------------------------- | ------------------------ | -------------------------- | ------------------------ | ----------------------------- | -------------------------- | ---------------------------- | ------------------------- |
| 1987  | -                           | -                        | -                          | -                        | -                             | -                          | 1er tour (1/32) Amy Frazier  | K. Skronská Nicole Provis |
| 1991  | -                           | -                        | -                          | -                        | -                             | -                          | 2e tour (1/16) Debbie Graham | M. L. Piatek Lise Gregory |
| 1992  | -                           | -                        | -                          | -                        | 1er tour (1/32) Nicole Arendt | MJ Fernández Zina Garrison | 1er tour (1/32) G. Helgeson  | E. Smylie Robin White     |
| 1993  | 2e tour (1/16) Kimberly Po  | Yayuk Basuki Nana Miyagi | 2e tour (1/16) Kimberly Po | R. McQuillan C. Porwik   | 2e tour (1/16) Kimberly Po    | Hetherington Kathy Rinaldi | 1er tour (1/32) Kimberly Po  | I. Driehuis Lupita Novelo |
| 1994  | 1er tour (1/32) G. Helgeson | A. Coetzer Gorrochategui | -                          | -                        | 1er tour (1/32) Jo-Anne Faull | Åsa Svensson Nanne Dahlman | 1er tour (1/32) K. Guse      | Pam Shriver E. Smylie     |
| 1995  | -                           | -                        | -                          | -                        | -                             | -                          | 1er tour (1/32) Julie Steven | Navrátilová G. Sabatini   |

Sous le résultat, la partenaire ; à droite, l’ultime équipe adverse.

### En double mixte
| Année | Open d'Australie | Open d'Australie | Internationaux de France | Internationaux de France | Wimbledon                    | Wimbledon                 | US Open                     | US Open                  |
| ----- | ---------------- | ---------------- | ------------------------ | ------------------------ | ---------------------------- | ------------------------- | --------------------------- | ------------------------ |
| 1989  | -                | -                | -                        | -                        | -                            | -                         | 1er tour (1/16) Luke Jensen | Elise Burgin Leif Shiras |
| 1990  | -                | -                | -                        | -                        | -                            | -                         | 2e tour (1/8) M. Washington | E. Smylie T. Woodbridge  |
| 1992  | -                | -                | -                        | -                        | 1er tour (1/32) Van Emburgh  | Elna Reinach Danie Visser | -                           | -                        |
| 1993  | -                | -                | -                        | -                        | 1er tour (1/32) Dave Randall | K. Radford Bret Garnett   | -                           | -                        |

Sous le résultat, le partenaire ; à droite, l’ultime équipe adverse.

## Classements WTA en fin de saison

### En simple
| Année | 1986 | 1989 | 1990 | 1991 | 1992 | 1993 | 1994 | 1995 | 1996 |
| Rang  | 462  | 278  | 239  | 175  | 188  | 174  | 218  | 244  | 375  |

Source : (en) « Classements de Shannan McCarthy », sur le site officiel du WTA Tour

### En double
| Année | 1989 | 1990 | 1991 | 1992 | 1993 | 1994 | 1995 | 1996 |
| Rang  | 220  | 270  | 95   | 125  | 63   | 128  | 175  | 151  |

Source : (en) « Classements de Shannan McCarthy », sur le site officiel du WTA Tour